# Block B
Block B (кор: 블락비) — южнокорейская мужская айдол-группа, основанная агентством Stardom Entertainment в 2011 году. Дебют состоялся 15 апреля 2011 года с песней "Don’t Move (Freeze)" на музыкальной программе MusicBank. Группа состоит из семи человек: Зико, Тэиль, Би-Бом, Чжехё, Ю-Квон, Пак Кён, и ПиО.

## История группы

### Предебют
Изначально группа должна была дебютировать в совершенно другом составе: Зико, Пак Кён, Ханхэ, Мино (Winner) и U-Kwon.
Зико
Жил в Канаде, Китае, Японии, изучал искусство, учился рисовать. Начал читать рэп в третьем классе средней школы, когда учился в Японии, под псевдонимом Наксо (낙서) /«болван»/. Не собирался становиться айдолом, но решил, что таким образом он сможет популяризировать и привлечь внимание людей к хип-хопу. Поэтому он отправил свои демозаписи Cho PD, не надеясь на успех. Через несколько недель Cho PD связался с ним, Зико вернулся в Корею и стал стажером BrandNewStardom. До дебюта создал более ста микстейпов и каверов на песни.
Пак Кён
Он был выбран в качестве стажера, ещё когда учился в Новой Зеландии. Также, как и Зико сначала был исключен из окончательного состава Block B, так как Cho PD считал, что он подходит в качестве лидера для другой группы. Но Kyung в течение 10 дней работал, чтобы доказать, что он станет членом Block B, и в итоге Cho PD включил его в группу. Знаком с Зико с младшей школы.
Тэиль
До того, как войти в группу, серьезно занимался вокалом, был в составе коллектива, который регулярно выезжал на гастроли. Решил попробовать себя на шоу талантов MBC "Birth of A Great Star", но был исключен из него. Позже он прошел прослушивание у Cho PD и стал вокалистом.
B-Bomb
До дебюта с Block B был трейни в Woollim Entertainment, готовился к дебюту с группой Infinite.
U-Kwon
В школе был гитаристом в группе SHIT («Super Hero Idol Team»). Позже стал стажером для Block B, не прошедшим тест съёмок в начале их обучения. После полученного шока и опыта он усиленно готовился и вернулся.
Чжэхё
Был моделью, участвовал в шоу. Первоначально был стажером в группе B2ST, но после травмы колена ему пришлось вернуться домой. После перенесенной операции на колено, его приободрил Lee Joon (MBLAQ) и вдохновил на попытку вернуться на сцену. В итоге, Чжэхё стал участником группы — саб-вокалистом и её лицом.
P.O
Является макнэ группы. Обладает весьма специфичным низким голосом. Был исключен из группы после первого официального прослушивания. Он потратил год на то, чтобы похудеть и научиться хорошо двигаться, для чего интенсивно занимался танцами, а также совершенствовался в вокале. Cho PD наблюдал за его успехами, и решил включить его в окончательный состав группы.
Чтобы создать и развить новую хип-хоп группу из семи участников «Creating Korea’s Eminem Project», Cho PD и его компанией было потрачено более $1,4 млн долларов США. Ещё в феврале 2011 года, Cho PD объявил, что он собирается создать новую мужскую группу Block B, корни которой лежали бы в хип-хопе. Он создал уникальную программу подготовки, которая стремится развивать таланты стажеров в качестве художников, а не только в качестве исполнителей. Они должны были написать 100 песен, чтобы проверить свои способности.
Ребята развивали своё мастерство при поддержке и наставлении андеграунд-рэперов, хип-хоп-артистов, таких как Verbal Jint, Skull и Rhymer, и остальных, также прошли подготовку по хореографии и вокалу.

### 2011
Подготовка. Дебют 15 апреля. Первые альбомы. Участие в разных концертах, шоу, гастроли, смена имиджа, эксперименты со стилем музыки, фотосъёмки. Спортивные шоу, музыкальные шоу. Выход альбомов «Do you wanna B?» и «New kids on the Block». Участие в 1-м сезоне реалити-шоу "Match Up" совместно с бой-бэндом B1A4.

### 2012
Подготовка к камбэку. Новые альбомы «Welcome to the Block» и «Welcome to the Block (Repackage)». Запрет нескольких песен. Скандальное интервью в Таиланде, временное затишье, в том числе и из-за болезни лидера, связанной с голосом. Последующее восстановление ситуации и здоровья главного участника. Отмечают первую годовщину со дня официального дебюта группы. Выступления. Лагерь с группой в полном составе в августе. Возвращение в октябре с альбомом "Blockbuster" и заглавным треком на него "Nillili Mambo". Участие во 2-м сезоне реалити-шоу "Match Up: Block B Returns".

### 2013
Судебные разбирательства с собственным агентством "Stardom Entertainment" за отсутствие выплат участникам группы. 4 января Block B решили приостановить контракты с агентством. 29 августа группа переходит в новую компанию, созданную специально для них, — "Seven Seasons". Выход "Be the Light" в сентябре, а после — выход альбома "Very Good" в начале октября. Выступления. Первая победа с песней.

## Участники
| Псевдоним  | На русском | Настоящее имя        | На русском | Дата рождения | Позиция в группе         |
| ---------- | ---------- | -------------------- | ---------- | ------------- | ------------------------ |
| Taeil      | Тэиль      | Lee Taeil (이태일)   | Ли Тхэиль  | 24.09.1990    | Главный вокалист         |
| B-Bomb     | Би-Бом     | Lee Minhyuk (이민혁) | Ли Минхёк  | 14.12.1990    | Главный танцор, вокалист |
| Jaehyo     | Чжехё      | Ahn Jaehyo (안재효)  | Ан Чжэхё   | 23.12.1990    | Вокалист, вижуал         |
| U-kwon     | Ю-Квон     | Kim Ukwon (김유권)   | Ким Юквон  | 09.04.1992    | Танцор, вокалист         |
| Park Kyung | Пак Кён    | Park Kyung (박경)    | Пак Кён    | 08.07.1992    | Рэпер                    |
| Zico       | Зико       | Woo Jiho (우지호)    | У Чихо     | 14.09.1992    | Главный рэпер, лидер     |
| P.O        | Пио        | Pyo Jihoon (표지훈)  | Пхё Чихун  | 02.02.1993    | Рэпер, макнэ             |

## Концерты и гастроли
- Block B Concert "Blockbuster Remastering" (2014)
- Block B US Tour (2014)
- Block B "Happy New Year" Live Show (2015)
- Block B Tour In Europe "Block Party" (2015)
- Block B Japan Live Tour "WARUGAKI SHOWDOWN'Z" (2015)
- Block B US Tour (2015)
- Block B Japan Live Tour "SHOWDOWN'H" (2016)
- Block B Live "Blockbuster" (2016-2017)
- BlockB Tour In Europe “BlockBuster” (2017)
- Block B Live "Blockbuster Montage" (2018)

## Фильмография

### Реалити-шоу
- MTV Match Up (SBS MTV)
- MTV Match Up: Block B Returns (SBS MTV)
- Five Minutes Before Chaos (Mnet)

## Награды и номинации
| Год  | Церемония                                | Категория                                  | Результат |
| ---- | ---------------------------------------- | ------------------------------------------ | --------- |
| 2012 | 20-й Korean Culture Entertainment Awards | Новый Артист                               | Победа    |
| 2012 | 27-й Golden Disk Awards                  | Новая Восходящая Звезда                    | Номинация |
| 2012 | 27-й Golden Disk Awards                  | Награда за Популярность                    | Номинация |
| 2012 | SBS MTV Best of The Best Awards          | Лучший Мужской Видеоклип ("Nillili Mambo") | Победа    |
| 2012 | 22-й Seoul Music Awards                  | Бонсан                                     | Номинация |
| 2013 | SBS MTV Best of The Best Awards          | Лучшая Мужская Группа                      | Победа    |
| 2013 | K-Star Best KPop Awards                  | Лучший Фандом                              | Победа    |
| 2013 | Nate Year End Awards                     | Лучший Бой Бэнд                            | Номинация |
| 2013 | 28-й Golden Disk Awards                  | Disk Album Award (Very Good)               | Номинация |
| 2013 | 28-й Golden Disk Awards                  | Награда за Популярность                    | Номинация |
| 2013 | 23-й Seoul Music Awards                  | Бонсан                                     | Номинация |
| 2013 | 23-й Seoul Music Awards                  | Награда за Популярность                    | Номинация |
| 2014 | Gaon Weibo Chart                         | Gaon Weibo Social Star Award               | Победа    |
| 2014 | MelOn Music Awards                       | Лучший Мужской Танец ("H.E.R")             | Победа    |
| 2014 | 16-й Mnet Asian Music Awards             | Лучшая Мужская Группа                      | Номинация |
| 2014 | 16-й Mnet Asian Music Awards             | Лучший Видеоклип ("Jackpot")               | Номинация |
| 2014 | 16-й Mnet Asian Music Awards             | Артист Года                                | Номинация |
| 2014 | Nate Awards                              | People's Choice Singer                     | Номинация |
| 2014 | 24-й Seoul Music Awards                  | Бонсан                                     | Номинация |
| 2014 | 24-й Seoul Music Awards                  | Награда за Популярность                    | Номинация |
| 2014 | 24-й Seoul Music Awards                  | Специальная Награда Халлю                  | Номинация |
| 2014 | 29-й Golden Disk Awards                  | Digital Album Award                        | Номинация |
| 2014 | 29-й Golden Disk Awards                  | Album Award                                | Номинация |
| 2014 | 4-й Gaon Chart Awards                    | Горячий Тренд                              | Победа    |
| 2016 | Japan Gold Disc Award                    | Новый Лучший Азиатский Артист              | Победа    |
| 2016 | 1-й Asia Artist Awards                   | Best Star Award, Singer                    | Победа    |
| 2016 | 18-й Mnet Asian Music Awards             | Лучшая Мужская Группа                      | Номинация |
| 2016 | 18-й Mnet Asian Music Awards             | HotelsCombined Artist of the Year          | Номинация |
| 2017 | 26-й Seoul Music Awards                  | Бонсан                                     | Номинация |
| 2017 | 26-й Seoul Music Awards                  | Mobile Popularity Award                    | Номинация |
| 2017 | Maxim K-Model Awards                     | Айдол Икона                                | Победа    |
| 2018 | 27-й Seoul Music Awards                  | Бонсан                                     | Номинация |
| 2018 | 27-й Seoul Music Awards                  | Награда за Популярность                    | Номинация |
| 2018 | 32-й Golden Disk Awards                  | Цифровой Дэсан/Песня Года                  | Номинация |
| 2018 | Soribada Best K-Music Awards             | Бонсан                                     | Номинация |
| 2018 | Soribada Best K-Music Awards             | Награда за Популярность (Мужская)          | Номинация |